# 녹색이구아나
녹색이구아나(Green iguana)는 아메리카이구아나(American iguana)라고도 불리며, 이구아나속에 속하는 대형 도마뱀 종이다. 보통 이 동물은 단순히 이구아나(Iguana)라고 불린다. 녹색이구아나는 브라질 남부와 파라과이에서 북쪽으로 멕시코까지 서식하며 넓은 지역에 걸쳐 서식한다.
초식 동물인 이 동물은 식단의 결과로 운동과 삼투압 조절에 크게 적응했다. 머리에서 꼬리까지 길이가 1.7m까지 자라며, 일부 표본은 체중이 9.1kg 이상으로 2m 이상 자랐다.
차분한 기질과 밝은 색상으로 인해 애완동물로 사육되는 경우 흔히 볼 수 있는 이 동물은 제대로 돌보는 것이 매우 어려울 수 있다. 공간 요건과 특수 조명 및 열에 대한 필요성은 취미 생활자에게 매우 어려울 수 있다.

## 분포 및 서식지
녹색이구아나의 원산지 범위는 멕시코 남부부터 브라질 중부, 파라과이, 볼리비아와 카리브해, 특히 그레나다, 아루바, 퀴라소, 보네르섬, 트리니다드 토바고, 세인트루시아, 세인트빈센트섬, 몬트세랫, 사바섬, 우틸라섬에 이르기까지 다양하다. 그리고 그랜드케이먼, 푸에르토리코, 히스파니올라섬 (도미니카 공화국), 세인트마틴섬, 과들루프, 마르티니크, 세인트빈센트 그레나딘, 싱가포르, 태국, 대만, 미국 텍사스주, 플로리다주, 하와이주, 미국령 버진 아일랜드에 소개되었다. 또한 녹색이구아나는 허리케인으로 인해 해안으로 밀려온 후 1995년 앵귈라에 서식했다. 이 종은 마르티니크가 원산지는 아니지만, 방출되거나 탈출한 작은 야생 이구아나 군집은 역사적인 세인트루이스 요새에서 지속된다.

## 묘사
녹색이구아나는 큰 도마뱀으로 이구아나과에서 가장 큰 종일 것이지만, 바위이구아나의 일부는 몸무게가 비슷하거나 이를 초과할 수도 있다. 성체는 일반적으로 머리에서 꼬리까지 길이가 1.2~1.7m까지 자란다. 모든 이구아나와 마찬가지로 꼬리는 이 길이의 대부분을 차지하며, 대부분의 녹색이구아나의 주둥이에서 통풍구까지의 길이는 30~42cm이다. 일반적인 성체 수컷의 몸무게는 약 4kg인 반면, 작은 성체 암컷의 몸무게는 일반적으로 1.2~3kg이다. 몇몇 큰 수컷은 몸무게가 8kg, 길이가 2m에 달하거나 이를 수 있다. 일부 표본은 9.1kg 이상의 몸무게로 측정된 것으로 알려졌다.

## 생태학

### 번식
수컷 녹색이구아나는 허벅지 아래쪽에 대퇴공이 고도로 발달하여 향기를 분비한다(암컷은 대퇴공이 있지만 수컷에 비해 작다). 또한 녹색이구아나의 등을 따라 흐르는 등쪽 가시는 암컷보다 수컷이 눈에 띄게 길고 두껍기 때문에 동물이 성적으로 다소 이형적이다.
수컷 녹색이구아나는 머리 흔들기나 꼬리 채찍질과 같이 더 지배적인 행동을 보이는 경향이 있다. 또한 암컷보다 등쪽 볏이 크고 등쪽 가시(또는 스파이크)가 더 큰 경향이 있다. 크고 둥글고 매우 뚜렷한 턱은 일반적으로 수컷의 특징이다. 턱 아래에 위치하며 큰 녹색 원형 비늘인 고막하판으로 보호된다.
녹색이구아나는 난생 동물로, 암컷은 동기화된 둥지 기간 동안 1년에 한 번 20~71개의 알을 낳는다. 암컷 녹색이구아나는 알을 낳은 후에도 굴을 파는 동안 둥지 굴을 방어하는 것 외에는 보호자의 보호를 받지 못한다. 파나마에서는 녹색이구아나가 아메리카악어와 둥지 부지를 공유하고 온두라스에서는 안경카이만과 함께 둥지를 나누는 모습이 관찰되었다.
부화 후 10~15주 동안 부화하면 둥지에서 부화한다. 부화한 어린 이구아나는 수컷보다 성체 암컷을 더 많이 닮았고 등쪽 가시가 없다.
덜 자란 이구아나는 생후 첫해 동안 가족 그룹에 머무른다. 이 그룹에 속하는 수컷 녹색이구아나는 포식자로부터 암컷을 보호하고 보호하기 위해 자신의 몸을 사용하는 경우가 많으며, 이를 수행하는 유일한 파충류 종으로 보인다.

### 먹이
녹색이구아나는 주로 초식 동물로, 포획자는 순무, 겨자, 민들레 채소와 같은 잎, 꽃, 과일, 100여 종의 식물의 새싹을 먹고 산다. 파나마에서 녹색이구아나가 가장 좋아하는 음식 중 하나는 야생 자두이다.
녹색이구아나는 다양한 음식을 섭취하지만, 자연적으로 초식성이며 식단에 미네랄(칼슘 대 인 2 대 1)의 정확한 비율이 필요하다. 포획된 이구아나는 순무 채소, 콜라드 채소, 찌그러진 버터호두, 찌그러진 도토리, 망고, 파스닙과 같은 과일 및 채소와 함께 다양한 잎채소를 섭취해야 한다. 어린 이구아나는 종종 성체의 대변을 먹어 필수 미생물을 섭취하여 품질이 낮고 가공하기 어려운 식물성 전용 식단을 소화한다.
포획된 녹색이구아나에게 동물성 단백질을 먹여야 하는지에 대한 논쟁이 있다. 일부 증거에 따르면 야생 이구아나는 일반적으로 식물 재료를 섭취할 때 발생하는 부산물로 메뚜기와 달팽이를 먹는다. 야생 성체 녹색이구아나는 새의 알과 병아리를 먹는 것으로 관찰되었다.